# The Jerry Springer Show
The Jerry Springer Show é um talk show tabloide norte-americano transmitido entre 30 de setembro de 1991 e 26 de julho de 2018. Produzido e apresentado por Jerry Springer, deu origem a quase 5000 episódios, correspondendo a 27 temporadas. O programa foi produzido e exibido pela NBCUniversal e pela CW por mais de 26 anos, atingindo o pico de popularidade entre 1997 e 1998, com um público predominantemente americano.
O programa não foi um sucesso de audiências nas suas primeiras temporadas devido ao maior foco em temas relacionados com política. Tal levou a uma reformulação do formato do talk show, que, em meados dos anos 90, deu origem ao programa tal como é conhecido atualmente - repleto de temas polémicos (como incesto e adultério), palavrões, confrontos físicos, nudez e convidadas seminuas.
O programa estreou a 30 de setembro de 1991. Foi gravado em Chicago, Illinois de 1991 a 2009; e em Stamford, Connecticut, de 2009 a 2018. A 13 de junho de 2018, após 27 temporadas, a NBCUniversal encerrou a produção de novos episódios. As últimas gravações ocorreram a 6 de julho de 2018, com o último episódio do programa a ser transmitido a 26 de julho de 2018. Repetições de episódios antigos continuaram a ser exibidas na The CW. Após o cancelamento do The Jerry Springer Show, foi anunciado que Springer iria apresentar um programa de tribunal intitulado Judge Jerry, também distribuído pela NBCUniversal, que estreou a 9 de setembro de 2019 e foi cancelado em 2022, após 3 temporadas.
A reação dos críticos ao programa foi maioritariamente negativa com, inclusive, o TV Guide a proclamá-lo "o pior programa de televisão de todos os tempos" em 2002. A classificação do programa como "TV lixo" pela crítica, foi, no entanto, satiricamente adotada pelo talk show - no início de cada episódio, Jerry introduzia orgulhosamente o The Jerry Springer Show como "o pior programa de televisão de todos os tempos". Dessa forma, o programa consagrou-se como o "guilty pleasure mais infame" da televisão americana, desde o final dos anos 90 ao início dos anos 2000. 

## Produção

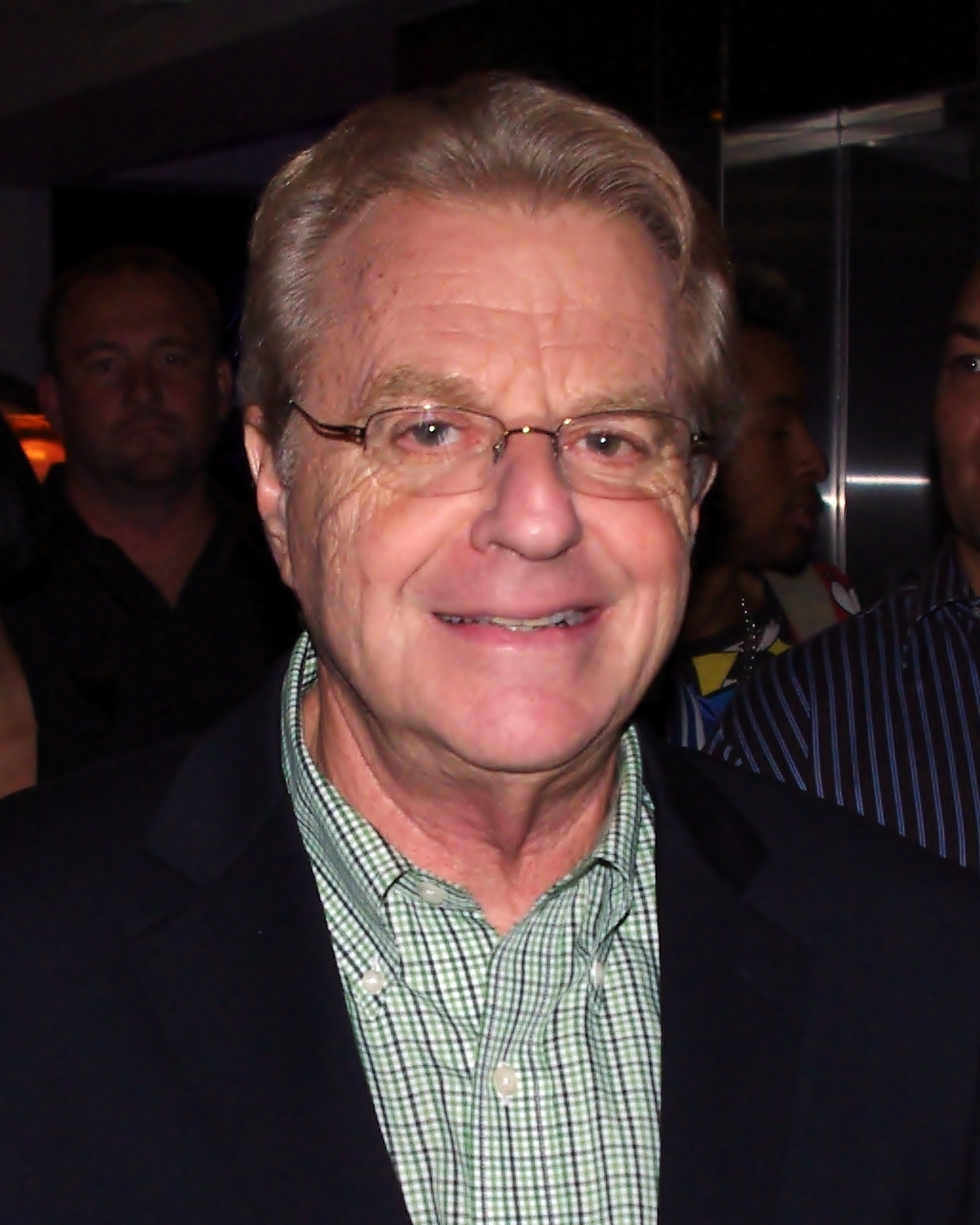
Jerry Springer em 2011

### Formato
Cada episódio de The Jerry Springer Show começava com Springer a entrar em palco e a ser saudado pela plateia em pé (composta principalmente por estudantes universitários) a abanar o punho direito no ar enquanto cantavam "Jerry!, Jerry!". Desde os anos 2000, Springer entrava em palco a escorregar por um varão de stripper abaixo. Após apertar a mão de alguns membros do público, Jerry apresentava o tema do episódio e os convidados. O tema era geralmente de natureza pouco sofisticada, como infidelidade ou outro tipo de disputas entre casais. Frequentemente, os convidados envolviam-se em discussões acaloradas entre si, dando origem a surtos e confrontos físicos. Seguranças estavam presentes em palco, encarregues de lidar com potencial violência.
Após todos os convidados contarem as suas histórias, geralmente seguia-se um segmento de "perguntas e respostas", em que o público fazia questões aos convidados. Nas temporadas iniciais, as perguntas eram normalmente sérias. No entanto, ao longo da duração do programa, tais perguntas deram lugar a insultos. Durante este segmento, em vários episódios, algumas mulheres na plateia mostravam os seios em troca de "Jerry Beads" (miçangas com o logotipo do programa). Em temporadas posteriores, questões sérias eram tipicamente ridicularizadas pelos restantes membros da plateia, que gritavam "Vai para a Oprah!".
Por fim, Springer encerrava o programa dando uma palestra, sentado sozinho no palco, sobre os princípios e valores relacionados com os convidados. O segmento de "pensamento final" de Springer terminava com a declaração final: "Até à próxima, cuidem de vocês mesmos e uns dos outros" - a sua deixa final durante os seus tempos de apresentador de notícias em Cincinnati.
Geralmente, Springer apresentava o programa em pé, caminhando ao longo de todo o cenário e estúdio, em vez de ter um pódio ou posto fixo no palco principal. Dessa forma, estava protegido de qualquer potencial violência que ocorresse em palco. Jerry adotava deliberadamente o papel de straight man, nunca se envolvendo diretamente nas discussões. “Estou sempre de fato, não digo palavrões e não participei em lutas com gelatina”, afirmou Springer, em retrospectiva.

### Cenário
Segundo a NBC, o cenário do talk show sofreu três grandes mudanças ao longo dos anos. Quando o programa estreou, em 1991, era muito básico, com paredes brancas, imitando The Phil Donahue Show - até Jerry usava um corte de cabelo e óculos semelhantes aos de Phil Donahue. A aparência geral do cenário foi mantida quando o programa se mudou para Chicago, em setembro de 1992 - com um aspeto ao ar livre e pouco polido e formas coloridas e brilhantes.
No outono de 1994, alguns meses após o programa assumir um formato mais sensacionalista, o estúdio de gravação foi renovado, para tornar o cenário mais aconchegante e convidativo, sendo decorado com paredes de tijolo, peças de arte e prateleiras de livros. As paredes do palco foram alteradas, abrindo espaço para uma passerelle usada em episódios como "Stripper Wars!", de 1997. No final de 2000, o cenário adotou um visual mais "industrial", mudança esta bem-recebida após uma descida de audiências durante a temporada de 1999–2000. Em 2007 o cenário foi novamente alterado, ampliando-se o palco e plateia e acrescentando-se uma varanda por cima do palco, sendo possível descer deslizando por um varão abaixo - algo que Springer fazia no início de cada episódio em diante. Quando o talk show passou a ser gravado num estúdio em Stamford, Connecticut, tanto o logotipo como o cenário se mantiveram iguais, não sofrendo alterações significativas até ao fim do programa.

## História

### 1991
The Jerry Springer Show estreou a 30 de setembro de 1991, com uma reunião de família como tema do primeiro episódio. Inicialmente, o programa era distribuído pela Multimedia Entertainment.
Originalmente transmitido apenas nas cinco cidades onde a Multimedia possuía emissoras televisivas (Cincinnati, Macon, St. Louis, Cleveland e Knoxville), o programa era drasticamente diferente do formato das temporadas posteriores, pelo qual é mais frequentemente relembrado. Inicialmente, tratava-se de um talk show político e centrado em resolução de problemas, uma versão mais prolongada do comentário com o qual Springer tinha fama local como repórter e pivot. A 1ª temporada, foi gravada na estação onde Springer trabalhara, a WLWT, em Cincinnati. Os primeiros convidados do programa incluíam figuras políticas como Oliver North e Jesse Jackson. Alguns dos temas debatidos na temporada inicial foram a falta de moradia e legislação sobre armas de fogo, assim como os efeitos sociais da música rock - este último contando com GG Allin, El Duce e Gwar como convidados.

### 1992–1999
Para a 2ª temporada do programa, no outono de 1992, a série foi comprada por estações pertencentes e operadas pela NBC, permitindo ao talk show alcançar distribuição nacional total. A produção foi transferida para a NBC Tower, em Chicago. O criador do programa e produtor executivo Burt Dubrow tornou-se vice-presidente da Multimedia Entertainment e, embora se mantivesse envolvido na produção, Terry Weible Murphy foi escolhido como novo produtor executivo. Em abril de 1994, a Multimedia ameaçou cancelar o talk show se as audiências não melhorassem até novembro, levando a uma grande reformulação do programa, com Murphy a ser substituído por Richard Dominick.
A busca por um aumento de audiências levou o programa a optar por temas gradualmente mais provocativos, tornando-se mais bem-sucedido ao selecionar tópicos controversos, de forma a atrair telespectadores jovens. No entanto, ainda mantinha alguns temas tradicionais e sérios, mesmo com a mudança de formato.
Por volta de dezembro de 1994, o programa tinha passado a basear-se em temas como "O meu revelou-se uma rapariga" e "Quero que o meu homem pare de ver pornografia!", e investigações sobre o que era mais sexy numa mulher: seios grandes ou pequenos.
Em 1995, o programa tinha-se tornado um "circo de aberrações" onde os convidados procuravam os seus 15 minutos de fama através de discussões e comportamentos inapropriados. Em 1996, Springer pediu aos telespectadores que lhe enviassem cassetes a explicar por que razão queriam que um episódio fosse gravado em sua casa. O programa tornou-se extremamente popular, chegando a ser o talk show diurno mais assistido dos Estados Unidos, e sendo inclusive transmitido em dezenas de países.
Em 1998, várias estações que transmitiam The Jerry Springer Show, incluindo a WLWT em Cincinnati, onde Springer tinha trabalhado como pivot, recusaram-se a exibir o episódio "Casei com um Cavalo", que foi consequentemente retirado pelos produtores. No mesmo ano, Barry Diller, chefe da Studios USA, empresa-mãe do talk show, impôs o fim das lutas entre convidados, imagem de marca do programa, para evitar controvérsias. No entanto, esta decisão não prejudicou significativamente as audiências do The Jerry Springer Show, que, em julho de 1999, ainda se mantinha como 2º talk show diurno mais assistido nos E.U.A., pouco atrás de Oprah.
Em 1999, o programa foi parodiado no filme Austin Powers: O Espião Irresistível. O vilão Dr. Evil e o seu filho Scott participam no programa para discutir o que é ser malvado, terminando com Dr. Evil e o próprio Springer a lutar no palco. Jerry Springer, Steve Wilkos e Todd Schultz interpretam-se a si mesmos no filme.

### 2000–2005
Em 2000, Springer recebeu uma extensão de contrato de 30 milhões de dólares por 5 anos, correspondendo a um salário anual de 6 milhões de dólares.
No mesmo ano, um casal, Ralf e Eleanor Panitz, foi convidado para um episódio do programa intitulado "Amantes Secretas Confrontadas", com a ex-esposa de Ralf, Nancy Campbell-Panitz. O casal queixou-se do comportamento de Nancy, acusando-a de stalking. Horas depois da transmissão do episódio, a 24 de julho de 2000, Nancy Campbell-Panitz foi encontrada morta numa casa disputada pelos três, com a polícia da Flórida a confirmar, pouco depois, que se tratava de uma morte por homicídio. Posteriormente, foi divulgada a emissão de um mandado de captura em nome de Ralf Panitz, que se encontraria em fuga para o Canadá. Após a notícia da morte de Nancy, uma porta-voz do The Jerry Springer Show emitiu um comunicado descrevendo o homicídio como "uma terrível tragédia".
Em agosto de 2000, Springer apareceu no talk show Larry King Live para discutir o incidente, alegando que o sucedido "não tinha nada a ver com o programa" e que o The Jerry Springer Show não glamorizava comportamentos desviantes. A 27 de março de 2002, após um julgamento de 10 dias e 18 horas de deliberação por parte do júri, o Ralf Panitz foi declarado culpado pelo homicídio e condenado a prisão perpétua.
Em 2001, iniciativas de grupos como o Parents Television Council e a American Family Association forçaram alguns anunciantes a diminuir ou interromper os seus patrocínio ao talk show. No Reino Unido, a Independent Television Comission proibiu que The Jerry Springer Show e outros programas semelhantes fossem transmitidos em horário diurno durante as férias escolares, devido a inúmeras reclamações por parte de pais preocupados com a potencial exposição das crianças a conteúdo obsceno. Em 2002, o The Jerry Springer Show foi considerado pela TV Guide "O pior programa de televisão de todos os tempos"; durante algum tempo, o próprio programa gabava-se frequentemente dessa descrição, no início de cada episódio, em tom de autodepreciação.
Em 2003, uma ópera inspirada na série, Jerry Springer: The Opera, começou a ser exibida no Reino Unido. No mesmo ano, foi revelado que um antigo grupo de convidados proveniente de Hayward, Califórnia, tinha fingido ser um "triângulo amoroso" para aparecer em dois episódios do talk show; um dos indivíduos foi posteriormente assassinado, mas a polícia de Hayward determinou que o crime não estava relacionado com a sua participação no programa.
Em 2005, o chefe de segurança do talk show, Steve Wilkos, tinha-se tornado uma figura de culto. No fim de casa episódio, Steve era filmado a caminhar num corredor, conversando casualmente com um dos convidados mais pitorescos do episódio. Ocasionalmente, Wilkos também apresentava o programa, em episódios de tom mais sério que o habitual.

### 2005–2009
Em 2005, o programa foi criticado no livro 100 People Who Are Screwing Up America, de Bernard Goldberg, que o descreveu como "a mais baixa inferior forma de vida da televisão", com o próprio Jerry Springer a terminar na 32ª posição do ranking de 100 indivíduos. Goldberg afirmou que Springer estava, de forma consciente, a lucras das desvantagens dos seus convidados e da estupidez do seu público, fazendo também referência ao polémico episódio em que um homem se casou com o seu cavalo.
Em janeiro de 2006, o programa foi renovado para a sua 16ª temporada, encerrando os rumores de que Springer iria abandonar o talk show para concorrer a um cargo político em Ohio, onde, no final dos anos 70, tinha desempenhado o papel de mayor de Cincinnati. Por essa altura, o programa começou a gozar consigo mesmo, usando slogans como "Uma Hora da Tua Vida que Nunca Recuperarás" e "A Desperdiçar Tecnologia desde 1991". A 12 de maio de 2006, Springer comemorou o 3.000º episódio do talk show com uma festa no estúdio (à qual, humoristicamente, ninguém para além do apresentador compareceu), onde exibiu vários clips do programa. 2006 foi também o ano em que o programa passou a contar com Reverendo Shnorr, um dos favoritos dos fãs, correspondente a um personagem bêbado e mulherengo que frequentemente entrava em confrontos intentos com os convidados, simultaneamente contribuíndo para o lado cómico do talk show. O personagem foi criado pelo então diretor de publicidade Brian Schnoor nos seus tempos a estudar improvisação no Second City Theatre de Chicago, durante a década de 90. Em dezembro de 2007, merchandise do Reverendo vendeu mais que as populares t-shirts de segurança, no website da NBC.

Em 2007, o chefe de segurança Steve Wilkos abandonou o The Jerry Springer Show para apresentar o seu próprio talk show. The Steve Wilkos Show era também filmado na NBC Tower, em Chicago, e produzido por Richard Dominick. A 15 de julho de 2007, foi anunciado que The Jerry Springer Show tinha sido adquirido pela NBC-Universal, para a temporada 2009–2010. Além disso, o canal VH1 exibiu uma série de documentários intitulada The Springer Hustle, sobre os bastidores do talk show. O canal já tinha transmitido outro documentário sobre Springer, em 2005, intitulado When Jerry Springer Ruled the World. A participação de Jerry Springer no concurso de talentos America's Got Talent levou a um aumento das audiências no 1º trimestre de 2007. Steve Wilkos substituiu Springer durante a sua participação no America's Got Talent.
A partir da 17ª temporada, três seguranças do sexo feminino foram adicionadas ao staff. Nalguns episódios, atletas profissionais faziam parte da equipa de segurança. Alguns exemplos foram os jogadores de hóquei no gelo Joe Corvo e Adam Burish e os lutadores de artes marciais mistas Andrei Arlovski, Shonie Carter e Bas Rutten.
Embora múltiplos protestos e boicotes por partes de patrocinadores, o The Jerry Springer Show continuou a manter audiências constantes.
O produtor executivo Richard Dominick demitiu-se após o início da 18ª temporada; Rachelle Consiglio, esposa de Steve Wilkos e produtora de longa data do programa, assumiu o cargo. Certas decorações adicionadas durante a 17ª temporada, consideradas ofensivas, foram removidas.

### 2009–2018
A 19 de maio de 2009, o talk show gravou o seu último episódio na NBC Tower em Chicago, o seu "lar" desde a 2ª temporada, em 1992. A partir da temporada de 2009–10, a produção foi transferida para o Rich Forum, no Stamford Center for the Arts, em Stamford, Connecticut. Tal mudança ocorreu após o estado de Connecticut oferecer créditos fiscais à NBCUniversal em troca da mudança dos programas de Jerry Springer, Maury Povich, Steve Wilkos e da NBC Sports para o estado. Jerry foi citado dizendo que não estava feliz com a mudança, mas que entendia as razões financeiras pela quais ela estava a ser feita e estava a trabalhar para garantir empregos para os membros da sua equipa que desejavam continuar com o programa. Após a mudança para Stamford, o talk show sofreu algumas mudanças; o cenário tornou-se mais colorido e iluminado, cadeiras novas para os convidados, dois novos seguranças e uma alteração do icónico tema musical.
O episódio de 20º aniversário do programa, gravado em Times Square, foi transmitido a 27 de outubro de 2010. A 21ª temporada de The Jerry Springer Show estreou a 19 de setembro de 2011. A 17 de setembro de 2012, com o início da 22ª temporada, o programa passou a ser transmitido em widescreen e 1080i.
Em outubro de 2014, foi anunciada a renovação do programa pela NBC Universal até setembro de 2018. A 25ª temporada de The Jerry Springer Show estreou a 21 de setembro de 2015. No 25º aniversário do programa, Rachelle Wilkos, esposa de Steve Wilkos, abandonou o cargo de produtora executiva, assumindo essa função no talk show do seu marido. Kerry Shannon, produtora de longa data, foi a sua substituta.

#### Fim da Produção e Mudança para a The CW (2018–2021)
A 13 de junho de 2018, a revista Broadcasting & Cable noticiou que a produção do talk show tinha sido encerrada e que a temporada de 2018–19 iria consistir apenas em repetições. O último episódio "original" foi exibido a 26 de julho de 2018. Springer, originalmente, tinha planeado reformar-se após o fim da produção; no entanto, a NBCUniversal, interessada em manter os seus serviços, convenceu-o a participar num novo programa de tribunal, intitulado Judge Jerry.
A rede The CW adquiriu os direitos de repetições do programa para preencher uma hora vaga do seu horário diurno. A CW, que começou a exibir o talk show a 10 de setembro de 2018, tinha direito de preferência dos episódios que tinham sido produzidos mas nunca, que seriam "dezenas". A rede também tinha o direito de pedir a retoma da produção do programa no futuro. A CW anunciou intenção de encerrar as repetições do The Jerry Springer Show em setembro de 2021, após uma reorganização da sua programação.

## Controvérsias de Autenticidade e Violência
No final dos anos 90, o programa era bastante popular e polémico, obrigando apresentadores contemporâneos como Jenny Jones, Maury Povich, Montel Williams e Ricki Lake a "reformular" os seus próprios programas para conseguirem competir em termos de audiências. No entanto, grandes personalidades televisivas e vários líderes religiosos apelaram à remoção do programa, considerando-o "de mau gosto". A frase "Nação Jerry Springer" começou a ser usada pelos que viam o programa como uma má influência para o povo americano.
Em 1997 e 1998, o programa atingiu o seu pico de audiências, tornando-se o primeiro talk show em vários anos a ultrapassar o The Oprah Winfrey Show. Devido aos confrontos físicos frequentes entre convidados - 5 a 12 por dia, durante uma semana de abril de 1998 -, figuras religiosas e outras personalidades de televisão queixaram-se do programa. O Conselho Municipal de Chicago sugeriu que, se as lutas e o arremesso de cadeiras fossem reais, os convidados deveriam ser presos por cometerem atos de violência na cidade, com o vereador Ed Burke a demonstrar preocupação por nenhum dos polícias de Chicago que, fora de serviço, trabalhavam como seguranças do programa, terem tomado medidas legais contra os convidados violentos. Springer explicou que a violência do programa "parecia real" para si, mas acrescentando que o programa "nunca, nunca, nunca glamoriza a violência". No final, o Conselho Municipal optou por não explorar o assunto. Por causa dessa investigação e de outras pressões externas e internas, os confrontos físicos foram temporariamente retirados dos episódios, até serem permitidos novamente mas de forma menos violenta. Nos anos em que o programa atenuou as lutas, a audiência diminuiu, mas permaneceu em valores respeitáveis pelos padrões de televisão diurna.
Sempre se manteve um debate contínuo sobre a autenticidade das lutas. Numa entrevista, um assistente de produção revelou que "nós tentamos ao máximo triar as pessoas" e que convidados aparentemente inautênticos tinham sido expulsos do palco. Marvin Kitman, crítico de televisão do Newsday, achava que os confrontos pareciam previamente coreografados. Christopher Sterling, do departamento de media da Universidade George Washington, comparou o talk show ao wrestling profissional; alguns produtores confessaram, mais tarde, que as lutas do programa tinham retirado inspiração de combates da WWE. 16 ex-convidados do The Jerry Springer Show, explicaram, em múltiplas entrevistas, que existia uma "quota de luta" para cada episódio, e que os convidados eram encorajados a lutar entre si. Os produtores do programa contrataram lutadores profissionais como The Iron Sheik, Razor Ramon, Jamie Dundee, 2 Tuff Tony, Madman Pondo e One Man Kru, assim como lutadores de sexo feminino e anões; um dos convidado seria o na altura desconhecido Justin Roberts, atualmente locutor da WWE. Springer, mais tarde, surgiu como convidado especial na Raw, em duas ocasiões.
Na escolha de possíveis casos para o seu programa seguinte, Judge Jerry, Springer escolheu propositadamente processos iniciados antes do programa ter sido anunciado, para evitar indivíduos que procurassem apenas aparecer na televisão.
Springer declarou, numa entrevista em outubro de 2000 à agência de notícias Reuters:

Eu nunca assistiria ao meu programa. Não tenho interesse nele. Não é feito para mim. É só um programa tonto.

## Censura
The Jerry Springer Show foi transmitido em várias estações televisivas americanas tanto no horário da manhã manhã como da tarde ou noite. Todos os episódios foram censurados, independentemente do horário de emissão, para cumprir com os padrões da Comissão Federal de Comunicações (FCC).
Inicialmente, a maioria dos palavrões era censurada, mas, em certos episódios posteriores, a linguagem explícita era de tal forma prevalente que, após a censura, o diálogo era quase incompreensível. Além disso, nudez e exibição de seios, nádegas, áreas genitais e do dedo do meio eram pixelados. Uma reportagem do New York Times de abril de 1998 revelou que cada episódio tinha cerca de 85 a 130 "bipes".
Jerry Springer afirmou que, embora o seu programa fosse "um pouco selvagem", certas coisas não eram permitidas. O público estava proíbido de gritar algo que incentivasse a violência entre convidados. As cadeiras eram propositadamente grandes para impedir o seu uso como arma. Violência de homens sobre mulheres nunca era aceite; no filme Ringmaster, Springer revela que perguntava sempre a uma mulher agredida por um homem se queria apresentar queixa.

## Spin-offs

### Too Hot for TV
Durante a sua era de maior popularidade - no final dos anos 90 -, o programa comercializava cassetes de vídeo e DVDs intitulados "Too Hot for TV"  ("Demasiado Quente para a Televisão"). Estes continham nudez, palavrões e violência sem censura, censurados nos episódios transmitidos em televisão devido aos padrões da FCC. As vendas e lucro foram bastante positivos, inspirando outros talk shows a fazer o mesmo. Eventualmente, o programa começou a produzir episódios especiais mensais "sem censura", em formato pay-per-view / video on demand.
Em 2015, Springer trouxe o formato "Too Hot for TV" para a WWE Network, lançando uma série de episódios contendo os segmentos mais controversos da WWE.

### The Springer Show
Em 1999, a rede ITV produziu 12 episódios de Jerry Springer UK, versão britânica do programa, filmada no mesmo estúdio que a versão americana.
Em 2005, outra versão britânica do programa foi exibida feita pela ITV, intitulada The Springer Show, substituindo o talk show Trisha Goddard, que havia desertado para o Canal 5. Inicialmente, Springer assinou apenas um contrato de 1 mês. Embora o The Springer Show fosse mais moderado e irónico que o original americano, obteve o quintúplo da audiência do "rival" Trisha Goddard. O programa foi transmitido de 6 de junho a 1 de julho de 2005, com outros 10 episódios exibidos de 5 de setembro a 16 de setembro do mesmo ano, altura em que The Jeremy Kyle Show o substituiu na programação.

### Ça va se savoir!
De 2002 a 2008, uma versão franco-belga do programa foi apresentada por Simon Monceau, maioritariamente foi produzida e gravada na Bélgica. Ao contrário da versão original, Ça va se savoir! deixava claro, nos créditos finais, que os "convidados" eram na verdade atores contratados.

### Outras Versões
Legenda:
     Transmitido atualmente
     Terminado
     Versão Desconhecida
| País             | Título                                                    | Apresentador(es)                                            | Canal                      | Data de Início                          | Data de Fim                       |
| ---------------- | --------------------------------------------------------- | ----------------------------------------------------------- | -------------------------- | --------------------------------------- | --------------------------------- |
| Bélgica · França | Ça va se savoir!                                          | Simon Monceau                                               | AB3                        | 25 de março de 2002                     | Julho de 2008                     |
| Grécia · Chipre  | Επιτέλους Μαζί Από Καρδιάς                                | Andreas Mikroutsikos                                        | ANT1 Alpha TV              | Setembro de 1996 12 de setembro de 2005 | Julho de 2000 30 de junho de 2006 |
| Grécia · Chipre  | Μια νέα αρχή                                              | Sia Liaropoulou                                             | STAR Channel               | 20 de outubro de 1997                   | Junho de 1998                     |
| Grécia · Chipre  | Τα μυστικά της αγάπης                                     | Sia Liaropoulou                                             | STAR Channel               | 19 de outubro de 1998                   | Junho de 2000                     |
| Índia            | Jerry di Adalat                                           | Desconhecido                                                | Spark Punjabi TV           | Desconhecido                            | Desconhecido                      |
| Rússia           | Окна Okna                                                 | Dmitri Nagiev                                               | TNT (2002—2005) STS (2002) | 20 de maio de 2002                      | 29 de abril de 2005               |
| Rússia           | Пусть говорят Pust' Govoryat                              | Andrey Malakhov (2005–2017) Dmitri Borisov (2017–present)   | Channel One Russia         | 23 de julho de 2001                     | Presente                          |
| Rússia           | Говорим и показываем Govorim i pokazyvaem                 | Leonid Zakoshansky                                          | NTV                        | 2011                                    | Abril de 2017                     |
| Rússia           | Прямой эфир Pryamoy Efir                                  | Mikhail Zelensky (2011–2013) Boris Korchevnikov (2013–2017) | Russia-1                   | 4 de abril de 2011                      | 25 de agosto de 2017              |
| Rússia           | Андрей Малахов. Прямой эфир Andrei Malakhov. Pryamoy Efir | Andrei Malakhov                                             | Russia-1                   | 19 de outubro de 2017                   | Presente                          |
| Tailândia        | Desconhecido                                              | Desconhecido                                                | Desconhecido               | Desconhecido                            | Desconhecido                      |
| Reino Unido      | Jerry Springer UK                                         | Jerry Springer                                              | ITV                        | 20 de setembro de 1999                  | 19 de outubro de 1999             |
| Reino Unido      | The Springer Show                                         | Jerry Springer                                              | ITV                        | 6 de junho de 2005                      | 16 de setembro de 2005            |
| Estados Unidos   | Jerry Springer                                            | Jerry Springer                                              | Syndication, The CW        | 30 de setembro de 1991                  | 26 de julho de 2018               |
| Brasil           | Você na TV                                                | João Kleber                                                 | RedeTV                     | 8 de abril de 2013                      | 3 de abril de 2017                |